# Lijst van spelers van Excelsior Rotterdam (vrouwen)
Dit is een lijst van voetballers die minimaal één officiële wedstrijd hebben gespeeld in het eerste elftal van de Nederlandse vrouwenvoetbalclub Excelsior Rotterdam Vrouwen of Excelsior/Barendrecht.

## A
- Nur Al Jawahiri ((2019-2023)
- Jolina Amani (2017–2020)
- Rachelle Ardon (2020-2022)
- Stephanie Coelho Aurélio ((2019-2024)

## B
- Selena Babb (2017–2018)
- Wendy Balfoort (2023-2024)
- Anne Bhagerath (2020-2023)
- Iris van Bokhoven (2019-2023)
- Akke van den Born (2022-2023)
- Nidia Bos (2017–2021)
- Lotte Bovy (2017–2020)
- Dana Breewel (2022-))
- Nadine de Breij (2017–2021)
- Lianne Bruijs (2017–2020)

## A
- Sophie Cobussen (2029-2020)

## E
- Floor van der Eijk (2024-)
- Sabrine Ellouzi (2021-2022, 2023-)
- Senna El Messaoudi (2018–2020)
- Marthe van Erk (2018–2021)

## G
- Lynn Groenewegen (2022-)
- Yentl van Goch (2021-))
- Aïsse Gumbs (2022-2023)

## H
- Nikki de Haan (2022-2024)
- Lenthe Hardiek (2024-)
- Yara Helderman (2022-)
- Katelyn Hendriks (2021-)
- Kim Hendriks (2017–2024)
- Sherallin Henríquez (2017–2020)
- Chelsea Homan (2022-)
- Roos Hop (2022-2023)
- Lieke Huijsmans (2020-2023)

## I
- Julia Ibes (2019-2021)
- Nikki IJzerman (2017–2020)

## J
- Yasmine de Jong (2024-)

## K
- Isa Kagenaar (2020-2021)
- Lotje de Keijzer (2023)
- Joy Kersten (2019-2022)
- Rachel Kleine (2021-2024)
- Anouk van der Klooster (2024-)
- Eline Koster (2018–2021)
- Annemiek Kruijthof (2017–2020)

## L
- Bonny Lammers (2023-)
- Corina Luijks (2017–2018)

## M
- Shi-Jona Martina (2024-)
- Fleur Mol (2022-2024)
- Yaël Mollink (2024-)

## N
- Fréderique Nieuwland (2017–2021)
- Daniëlle Noordermeer (2018–2022)

## O
- Sophia Omotola Omidiji (2017–2018)

## P
- Estelle Pereira (2023-)
- Naomi Piqué (2020-2023)
- Isa Pothof (2017–2024)

## R
- Jikke de Raaff (2023-)
- Nikki Ridder (2018–2023)
- Robine de Ridder (2023-)
- Beau Rijks (2021-2022)

## S
- Carmen Simonis (2018–2019)
- Kimberley Smit (2023-2024)
- Solange de Smit (2017–)
- Veerle van Spijk (2023-)
- Joska Stokkers (2017–2018)

## T
- Fili Talman (2017–2018)
- Daphne Troost (2017–2018)

## U
- Britt Udink (2021-2023)

## V
- Sofie Van Houtven (2017–2018)
- Zoï van de Ven (2017–2019)
- Angela Versluis (2021-2023)
- Sharona Versluis (2017–2019)
- Lieve van Vliet (2021-2024)
- Nikki Vrij (2024-)

## W
- Lieke de With (2022-)
- Mare Westerink (2024-)

## Z
- Iris Zoon (2017–2018)
- Renee Zoutewelle (2018–2019)